# Butler (condado de Clark, Wisconsin)
Butler es un pueblo ubicado en el condado de Clark en el estado estadounidense de Wisconsin. En el Censo de 2010 tenía una población de 96 habitantes y una densidad poblacional de 1,03 personas por km².

## Geografía
Butler se encuentra ubicado en las coordenadas 44°48′15″N 90°52′21″O / 44.80417, -90.87250. Según la Oficina del Censo de los Estados Unidos, Butler tiene una superficie total de 93.18 km², de la cual 92.58 km² corresponden a tierra firme y (0.64%) 0.6 km² es agua.

## Demografía
Según el censo de 2010, había 96 personas residiendo en Butler. La densidad de población era de 1,03 hab./km². De los 96 habitantes, Butler estaba compuesto por el 95.83% blancos, el 1.04% eran afroamericanos, el 3.13% eran amerindios, el 0% eran asiáticos, el 0% eran isleños del Pacífico, el 0% eran de otras razas y el 0% pertenecían a dos o más razas. Del total de la población el 0% eran hispanos o latinos de cualquier raza.